# Campionati del mondo allievi di atletica leggera 2011
I campionati del mondo allievi di atletica leggera 2011 (7ª edizione), si sono svolti a Villeneuve-d'Ascq (area metropolitana di Lilla, in Francia, presso lo Stadium Lille Métropole, dal 6 al 10 luglio. Gli atleti partecipanti devono avere età comprese tra i 16 e i 17 anni, al 31 dicembre 2011 (nati nel 1994 o 1995) per competere alle gare.

## Medagliati

### Uomini
| Specialità | Oro                                                            | Prestazione | Argento                                                               | Prestazione | Bronzo                                                                 | Prestazione |
| Corse piane |                                                                |             |                                                                       |             |                                                                        |             |
| 100 m | O'Dail Todd                                                    | 10"51       | Kazuma Oseto                                                          | 10"52       | Mickaël-Méba Zeze                                                      | 10"57       |
| 200 m | Stephen Newbold                                                | 20"89       | O'Dail Todd                                                           | 21"00       | Ronald Darby                                                           | 21"08       |
| 400 m | Arman Hall                                                     | 46"01       | Alphas Leken Kishoyian                                                | 46"58       | Patryk Dobek                                                           | 46"67       |
| 800 m | Leonard Kirwa Kosencha                                         | 1'44"08     | Mohammed Aman                                                         | 1'44"68     | Timothy Kitum                                                          | 1'44"98     |
| 1.500 m | Teshome Dirirsa                                                | 3'39"13     | Vincent Kiprotich Mutai                                               | 3'39"17     | Jonathan Kiplimo Sawe                                                  | 3'39"54     |
| 3.000 m | William Malel Sitonik                                          | 7'40"10     | Patrick Mutunga Mwikya                                                | 7'40"47     | Abrar Osman Adem                                                       | 7'40"89     |
| 10.000 m marcia | Pavel Parshin                                                  | 40'51"31    | Kenny Martín Pérez                                                    | 40'59"25    | Erwin González                                                         | 41'09"60    |
| Corse a ostacoli |                                                                |             |                                                                       |             |                                                                        |             |
| 110 hs (91,4 cm) | Andries van der Merwe                                          | 13"41       | Joshua Hawkins                                                        | 13"44       | Wilhem Belocian                                                        | 13"51       |
| 400 hs (84 cm) | Egor Kuznetsov                                                 | 50"97       | Ibrahim Mohammed Saleh                                                | 51"14       | Takahiro Matsumoto                                                     | 51"26       |
| 2.000 siepi | Conseslus Kipruto                                              | 5'28"65     | Gilbert Kiplangat Kirui                                               | 5'30"49     | Zacharia Kiprotich                                                     | 5'37"98     |
| Salti |                                                                |             |                                                                       |             |                                                                        |             |
| Salto in alto | Gaël Levécque                                                  | 2,13 m      | Usman Usmanov                                                         | 2,13 m      | Justin Fondren                                                         | 2,13 m      |
| Salto con l'asta | Robert Renner                                                  | 5,25 m      | Melker Svärd Jacobsson                                                | 5,15 m      | Jacob Blankenship                                                      | 5,05 m      |
| Salto in lungo | Qing Lin                                                       | 7,83 m      | Johan Taléus                                                          | 7,44 m      | Stefano Braga                                                          | 7,42 m      |
| Salto triplo | Latario Collie-Minns                                           | 16,06 m     | Albert Janki                                                          | 15,95 m     | Lathone Collie-Minns                                                   | 15,51 m     |
| Lanci |                                                                |             |                                                                       |             |                                                                        |             |
| Getto del peso (5 kg) | Jacko Gill                                                     | 24,35 m     | Tyler Schultz                                                         | 20,35 m     | Braheme Days                                                           | 20,14 m     |
| Lancio del disco (1,5 kg) | Fedrick Dacres                                                 | 67,05 m     | Ethan Cochran                                                         | 61,37 m     | Gerhard de Beer                                                        | 60,63 m     |
| Lancio del giavellotto (700 g) | Reinhard van Zyl                                               | 82,96 m     | Morné Moolman                                                         | 80,99 m     | Guisheng Zhang                                                         | 77,62 m     |
| Lancio del martello (5 kg) | Bence Pásztor                                                  | 82,60 m     | Özkan Baltaci                                                         | 78,63 m     | Serhiy Reheda                                                          | 74,06 m     |
| Prove multiple |                                                                |             |                                                                       |             |                                                                        |             |
| Octathlon | Jake Stein                                                     | 6.491       | Fredick Ekholm                                                        | 6.127       | Felipe dos Santos                                                      | 5.966       |
| Staffette |                                                                |             |                                                                       |             |                                                                        |             |
| Staffetta svedese | Stati Uniti Ronald Darby Aldrich Bailey Najee Glass Arman Hall | 1'49"47     | Giappone Kazuma Oseto Akiyuki Hashimoto Shotaro Aikyo Takuya Fukunaga | 1'50"69     | Francia Wilhem Belocian Mickaël-Méba Zeze Jordan Geenen Thomas Jordier | 1'51"81     |
| record mondiale; record mondiale stagionale; record africano; record asiatico; record europeo; record nord-centroamericano e caraibico; record sudamericano; record oceaniano; record dei campionati; record nazionale; record personale; record personale stagionale. |                                                                |             |                                                                       |             |                                                                        |             |

### Donne
| Specialità | Oro                                                                        | Prestazione | Argento                                                                  | Prestazione | Bronzo                                                              | Prestazione |
| Corse piane |                                                                            |             |                                                                          |             |                                                                     |             |
| 100 m | Jennifer Madu                                                              | 11"57       | Myasia Jacobs                                                            | 11"61       | Christania Williams                                                 | 11"63       |
| 200 m | Desiree Henry                                                              | 23"25       | Christian Brennan                                                        | 23"47       | Shericka Jackson                                                    | 23"62       |
| 400 m | Shaunae Miller                                                             | 51"84       | Christian Brennan                                                        | 52"12       | Olivia James                                                        | 52"14       |
| 800 m | Ajeé Wilson                                                                | 2'02"64     | Chunyu Wang                                                              | 2'03"23     | Jessica Judd                                                        | 2'03"43     |
| 1.500 m | Faith Chepngetich Kipyegon                                                 | 4'09"48     | Senbere Teferi                                                           | 4'10"54     | Genet Tibieso                                                       | 4'11"56     |
| 3.000 m | Gotytom Gebreslase                                                         | 8'56"36     | Ziporah Kngori                                                           | 8'56"82     | Caroline Kipkirui                                                   | 8'58"63     |
| 5.000 m marcia | Kate Veale                                                                 | 21'45"59    | Yanxue Mao                                                               | 22'00"15    | Nadezhda Leontyeva                                                  | 22'00"84    |
| Corse a ostacoli |                                                                            |             |                                                                          |             |                                                                     |             |
| 100 hs (76,2 cm) | Trinity Wilson                                                             | 13"11       | Noemi Zbären                                                             | 13"17       | Kendell Williams                                                    | 13"28       |
| 400 hs | Nnenya Hailey                                                              | 57"93       | Sarah Carli                                                              | 58"05       | Surian Hechavarría                                                  | 58"37       |
| 2.000 siepi | Norah Geruto Tanui                                                         | 6'16"41     | Fadwa Sidi Manane                                                        | 6'20"98     | Lilian Jepkorir Chemweno                                            | 6'21"85     |
| Salti |                                                                            |             |                                                                          |             |                                                                     |             |
| Salto in alto | Ligia Grozav                                                               | 1,87 m      | Iryna Herashchenko                                                       | 1,87 m      | Chanice Porter                                                      | 1,82 m      |
| Salto con l'asta | Desiree Singh                                                              | 4,25 m      | Liz Parnov                                                               | 4,20 m      | Lucy Bryan                                                          | 4,10 m      |
| Salto in lungo | Chanice Porter                                                             | 6,22 m      | Anastassia Angioi                                                        | 6,17 m      | Marina Buchelnikova                                                 | 6,11 m      |
| Salto triplo | Sokhna Gallé                                                               | 13,62 m     | Jingyu Li                                                                | 13,57 m     | Ana Peleteiro                                                       | 12,92 m     |
| Lanci |                                                                            |             |                                                                          |             |                                                                     |             |
| Getto del peso | Guo Tianqian                                                               | 15,24 m     | Sophie McKinna                                                           | 14,90 m     | Katinka Urbaniak                                                    | 14,71 m     |
| Lancio del disco | Rosalía Vázquez                                                            | 53,51 m     | Yan Liang                                                                | 52,89 m     | Shelbi Vaughan                                                      | 52,85 m     |
| Lancio del giavellotto | Christin Hussong                                                           | 59,74 m     | Sofi Flinck                                                              | 54,62 m     | Monique Cilione                                                     | 52,77 m     |
| Lancio del martello | Louisa James                                                               | 57,13 m     | Malwina Kopron                                                           | 57,03 m     | Roxana Perie                                                        | 56,75 m     |
| Prove multiple |                                                                            |             |                                                                          |             |                                                                     |             |
| Eptathlon | Yusleidys Mendieta                                                         | 5.697       | Yorgelis Rodríguez                                                       | 5.671       | Marjolein Lindemans                                                 | 5.532       |
| Staffette |                                                                            |             |                                                                          |             |                                                                     |             |
| Staffetta svedese | Giamaica Christania Williams Shericka Jackson Chrisann Gordon Olivia James | 2'03"42     | Stati Uniti Jennifer Madu Bealoved Browsn Kendall Baisden Robin Reynolds | 2'03"92     | Canada Shamelle Pless Khamica Bingham Christian Brennan Sage Watson | 2'05"72     |
| record mondiale; record mondiale stagionale; record africano; record asiatico; record europeo; record nord-centroamericano e caraibico; record sudamericano; record oceaniano; record dei campionati; record nazionale; record personale; record personale stagionale. |                                                                            |             |                                                                          |             |                                                                     |             |

## Medagliere
| Posizione | Paese          | Oro | Argento | Bronzo | Totale |
| --------- | -------------- | --- | ------- | ------ | ------ |
| 1         | Stati Uniti    | 6   | 4       | 6      | 16     |
| 2         | Kenya          | 5   | 5       | 4      | 14     |
| 3         | Giamaica       | 4   | 1       | 4      | 9      |
| 4         | Bahamas        | 3   | 0       | 1      | 4      |
| 5         | Cina           | 2   | 4       | 1      | 7      |
| 6         | Etiopia        | 2   | 2       | 1      | 5      |
| 6         | Sudafrica      | 2   | 2       | 1      | 5      |
| 8         | Regno Unito    | 2   | 1       | 2      | 5      |
| 8         | Russia         | 2   | 1       | 2      | 5      |
| 10        | Cuba           | 2   | 1       | 1      | 4      |
| 11        | Francia        | 2   | 0       | 3      | 5      |
| 12        | Germania       | 2   | 0       | 1      | 3      |
| 13        | Australia      | 1   | 2       | 1      | 4      |
| 14        | Nuova Zelanda  | 1   | 1       | 0      | 2      |
| 15        | Romania        | 1   | 0       | 1      | 2      |
| 16        | Ungheria       | 1   | 0       | 0      | 1      |
| 16        | Irlanda        | 1   | 0       | 0      | 1      |
| 16        | Slovenia       | 1   | 0       | 0      | 1      |
| 19        | Svezia         | 0   | 4       | 0      | 4      |
| 20        | Canada         | 0   | 2       | 1      | 3      |
| 20        | Giappone       | 0   | 2       | 1      | 3      |
| 22        | Italia         | 0   | 1       | 1      | 2      |
| 22        | Polonia        | 0   | 1       | 1      | 2      |
| 22        | Ucraina        | 0   | 1       | 1      | 2      |
| 25        | Colombia       | 0   | 1       | 0      | 1      |
| 25        | Marocco        | 0   | 1       | 0      | 1      |
| 25        | Arabia Saudita | 0   | 1       | 0      | 1      |
| 25        | Svizzera       | 0   | 1       | 0      | 1      |
| 25        | Turchia        | 0   | 1       | 0      | 1      |
| 30        | Belgio         | 0   | 0       | 1      | 1      |
| 30        | Brasile        | 0   | 0       | 1      | 1      |
| 30        | Eritrea        | 0   | 0       | 1      | 1      |
| 30        | Messico        | 0   | 0       | 1      | 1      |
| 30        | Spagna         | 0   | 0       | 1      | 1      |
| 30        | Uganda         | 0   | 0       | 1      | 1      |
| Totale    | Totale         | 40  | 40      | 40     | 120    |

## Nazioni partecipanti
- Algeria
- Andorra
- Angola
- Anguilla
- Antigua e Barbuda
- Arabia Saudita
- Argentina
- Armenia
- Australia (29)[1]
- Austria (12)[2]
- Azerbaigian
- Bahamas (15)[3]
- Bahrein
- Barbados
- Belgio
- Benin
- Bermuda
- Bielorussia
- Bolivia
- Bosnia ed Erzegovina
- Botswana
- Brasile (20)[4]
- Bulgaria
- Burkina Faso
- Canada (42)[5]
- Camerun
- Capo Verde
- Ciad
- Cile
- Cina
- Cipro
- Colombia
- Corea del Sud
- Costa d'Avorio
- Costa Rica
- Croazia
- Cuba
- Danimarca (12)[6]
- Dominica
- Ecuador
- Egitto
- El Salvador

- Emirati Arabi Uniti
- Eritrea
- Estonia (9)[7]
- Etiopia
- Figi
- Filippine
- Finlandia
- Francia (paese ospitante)
- Gambia
- Georgia
- Germania (27)[8]
- Giamaica
- Giappone
- Gibilterra
- Giordania
- Grecia
- Grenada
- Guam
- Guatemala
- Guinea
- Guinea Equatoriale
- Guyana
- Haiti
- Honduras
- Hong Kong
- India (19)[9]
- Indonesia
- Iraq
- Irlanda
- Islanda
- Isole Cayman
- Isole Cook
- Isole Marianne Settentrionali
- Isole Marshall
- Isole Salomone
- Isole Vergini Britanniche
- Israele
- Italia (39)[10]
- Kazakistan
- Kenya
- Kirghizistan
- Kiribati

- Kuwait
- Laos
- Lesotho
- Lettonia (15)[11]
- Libano
- Liberia
- Lituania (8)[12]
- Lussemburgo
- Macao
- Macedonia
- Madagascar
- Maldive
- Malaysia
- Mali
- Malta
- Marocco
- Mauritania
- Mauritius
- Messico
- Moldavia
- Montenegro
- Montserrat
- Mozambico
- Namibia
- Nauru
- Nicaragua
- Niger
- Nigeria
- Norvegia
- Nuova Zelanda (10)[13]
- Oman
- Palestina
- Panama
- Papua Nuova Guinea
- Paraguay
- Perù
- Polinesia francese
- Polonia
- Portogallo
- Porto Rico
- Qatar

- Regno Unito (24)[14]
- Rep. Ceca
- Rep. Dominicana
- Romania
- Russia
- Saint Kitts e Nevis
- Saint Vincent e Grenadine
- Samoa Americane
- San Marino
- Saint Lucia
- Serbia
- Seychelles
- Singapore
- Slovacchia
- Slovenia
- Spagna
- Sri Lanka (7)
- Stati Uniti (40)[15]
- Sudafrica
- Sudan
- Suriname
- Svezia (19)[16]
- Svizzera
- eSwatini
- Tagikistan
- Taipei cinese
- Thailandia
- Tonga
- Trinidad e Tobago
- Tunisia
- Turchia
- Turkmenistan
- Ucraina
- Uganda
- Ungheria
- Uruguay
- Uzbekistan
- Vanuatu
- Venezuela
- Zambia
- Zimbabwe